# Scuola di ladri - Parte seconda
Scuola di ladri - Parte seconda è un film del 1987 diretto da Neri Parenti, seguito di Scuola di ladri.
Nel film non è presente Lino Banfi (l'attore pugliese era impegnato sul set di Bellifreschi con Christian De Sica e non vi poté partecipare), mentre entra nel cast Susanna Siraghi, interpretata da Florence Guérin, falsa figlia di Amalio.

## Trama
Usciti rispettivamente dal manicomio criminale e dal carcere, i cugini Egisto e Dalmazio riprendono a cimentarsi in vari furtarelli senza troppo successo, finché non si ritrovano per un puro caso in una villa nel tentativo di svaligiarla, ma senza riuscirci. Il giorno dopo entrambi ricevono un telegramma da Amalio, emigrato in Argentina, che li informa del suo imminente arrivo a Roma per compiere un furto insieme.
All'aeroporto i due prima incontrano il losco "Zio" Aliprando, divenuto cieco e malridotto, che chiede perdono per avere rubato la loro parte dei profitti, dato che l'aveva fatto per pagare l'operazione agli occhi che l'aveva reso cieco, e poi Susanna, la figlia di Amalio, la quale comunica ai due l'arresto del padre al momento dell'imbarco sull'aereo e di volere la parte di bottino del loro ultimo colpo spettante al padre.

Enrico Maria Salerno in una scena del film

Egisto e Dalmazio, completamente senza soldi, si fanno convincere ad entrare in società con Susanna progettando un furto ad un furgone portavalori: l'impresa però si rivelerà l'ennesimo fallimento ed i tre decidono di riaffidarsi alla guida di Aliprando Siraghi.
Di nuovo sotto la guida del losco zio ed alle sue regole (il 50% a lui e il 50% diviso tra gli altri tre) Egisto, Dalmazio e Susanna porteranno a termine una rapina da 300 milioni di lire su un treno portavalori come finanziamento per il furto di alcuni gioielli su una nave per il valore di 30 miliardi di lire. Con un falso telegramma, che annuncia la morte di Amalio, Aliprando intende fare partire Susanna per l'Argentina convincendo Egisto e Dalmazio che è meglio dividersi 15 miliardi in due anziché in tre.
Arrivati a Genova ed imbarcatisi clandestinamente sulla nave, i due cugini, seppure con qualche imprevisto, riescono ad impossessarsi dei gioielli, ma sulla nave c'è Susanna, mai partita per l'Argentina, che, smentendo la sua parentela con Amalio e spacciandosi per un'agente di una compagnia assicuratrice, obbliga Egisto e Dalmazio ad aiutarla ad incastrare lo Zio Aliprando, salvo poi abbandonarli in mezzo al mare. Susanna, infatti, è in combutta con Aliprando (tra l'altro falsamente cieco) che anche questa volta pensa di essere riuscito ad ingannare i "nipotini", ma alla fine ambedue subiranno inconsapevolmente la loro vendetta quando Egisto e Dalmazio riescono a rubare i gioielli dalla piscina dove Aliprando e Susanna li avevano gettati, nascondendosi dentro una sagoma di un finto squalo che avrebbe dovuto sorvegliare i preziosi.

## Produzione
Il film è stato girato principalmente a Roma. Altre città per la realizzazione della pellicola furono: Frascati (a Villa Parisi, la villa dello zio), Capranica (lungo la tratta Capranica-Orte, dal 1994 chiusa al traffico) e Genova (per le scene portuali).
Le scene ambientate sulla nave sono state girate a bordo della Eugenio Costa, allora di proprietà della Costa Crociere. La nave, costruita nel 1966, era inizialmente un transatlantico, poi riconvertito per l'uso crocieristico nella seconda metà degli anni ottanta. Questa nave rimase per anni l'ammiraglia della flotta della compagnia italiana e fu demolita nel 2005. Il film fu girato proprio durante il periodo di ristrutturazione del 1987.
Nel cast del film avrebbe dovuto essere chiaramente presente anche Lino Banfi che, nel capitolo precedente, aveva interpretato il ruolo di Amalio, il cugino di Egisto e di Dalmazio, ma, sfortunatamente, l'attore pugliese aveva già firmato il contratto per girare Bellifreschi assieme a Christian De Sica e pertanto venne costretto a rifiutare la parte.

## Colonna sonora
Nella colonna sonora del film sono presenti tre brani:
- Blue Velvet (la canzone che accompagna i titoli di coda) e Money Money (D. Meakin-B. Zambrini), cantate da Jacob Wheeler;
- It Doesn't Have To Be This Way, cantata dai The Blow Monkeys, che è la canzone che accompagna la sfilata dei gioielli nella nave da crociera.